# Марко Октавио
Марко Октавио Симойнш Барбоза (порт. Marco Octávio Simoes Barbosa; род. 19 марта 1956, Рио-де-Жанейро) — бразильский тренер, специализирующийся на футболе и пляжном футболе. Действующий главный тренер сборной Бразилии по пляжному футболу. Восьмикратный чемпион мира.

## Биография

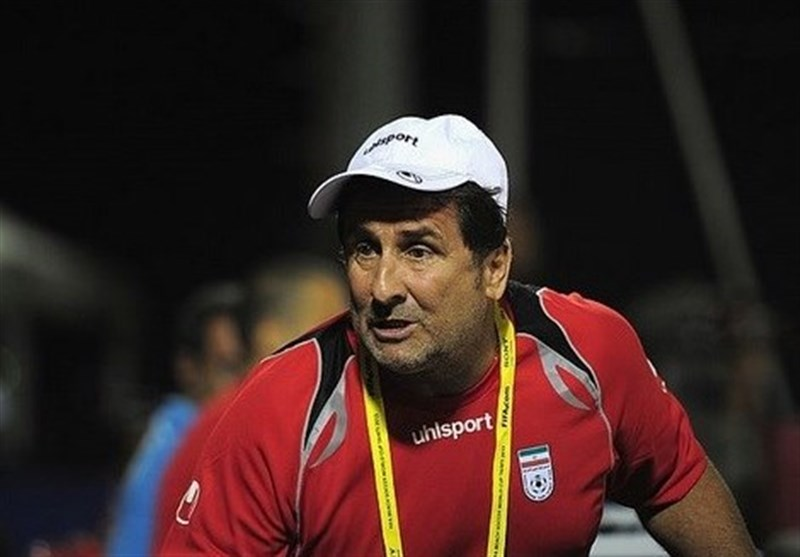
Марко Октавио в 2018 году

В качестве футболиста играл за «Флуминенсе» и «Ботафого». Окончил аспирантуру по спортивной специализации. Изучал спортивное администрирование и спортивную психологию. Проходил тренерские курсы в Австрии, Германии, Испании и Швеции.
Свою тренерскую карьеру начал в 1982 году.С 1996 по 2000 год тренировал сборную Бразилии по пляжному футболу. Под его руководством команда стала шестикратным чемпионом мира. Летом 2000 года принял предложение возглавить Португалию, с которой выиграл чемпионат мира 2001 года.
Затем вернулся в большой футбол, где тренировал бразильские «Интернасьонал Лимейра» и «Бразильенсе», португальскую «Амору», а также клубы из ОАЭ — «Хатту» и «Джазира-аль-Хамра». Становился победителем бразильской Серии B в 2004 году.
Вернулся в пляжный футбол в апреле 2006 года, когда ему предложили возглавить Китай накануне Кубка Азии 2006 года, который являлся отборочным этапом перед чемпионатом мира. Перед поездкой на турнир в Дубае был проведён чемпионат Китая по пляжному футболу в Ксиамэне, где из более 200 игроков Октавио отобрал 15 кандидатов в сборную. На турнире Китай сумел выйти в полуфинал, где уступил Японии (2:3), а в матче за третье место, где разыгрывалась последняя путёвка на мундиаль, подопечные Октавио оказалась слабее Ирана (4:6).
В 2007 году встал у руля сборной Иран перед чемпионатом мира 2007 года. В середине сезона 2007/08 стал тренером клуба «Ширин Фараз» из чемпионата Ирана по футболу. По окончании турнира «Ширин Фараз» занял последнее место и вылетел из высшего дивизиона.
В сентябре 2008 года был назначен тренером клуба «Рамоненсе» из Коста-Рики. В составе команды дошёл до 1/4 финала летнего чемпионата и благодаря этому успеху получил приглашение от «Алахуэленсе» в мае 2009 года, с которым заключил годичное соглашение. Команда под его руководством не проиграла ни одного матча с крупным счётом, была сильнее в дерби с «Депортиво Саприсса», но тем не менее не смогла преодолеть первый раунд чемпионата Коста-Рики впервые с 1983 года. В связи с этим в декабре 2009 года совет директоров «Алахуэленсе» принял решение уволить бразильского специалиста.
После этого он вернулся на родину, где встал у руля «Клуба 14 июля». Разгромное поражение 7 апреля 2010 года в домашней игре против «Сан-Паулу» со счётом 1:5 привело к отставке Марко Октавио.
В 2010 году он вернулся в Иран, где вновь возглавил сборную по пляжному футболу. В дальнейшем вернулся в Иран в 2012 году. Под его руководством команда дважды доходила до 1/4 финала чемпионатов мира 2013 и 2015 годов, а также становилась победителем Межконтинентального кубка и Кубка Азии в 2013 году.
Из-за финансовых проблем его контракт с Ираном продлён не был. Марко Октавио имел предложения от Белоруссии и Катара, однако в итоге предпочёл европейскую команду, где был утверждён в качестве главного тренера 26 февраля 2016 года. По условиям соглашения, контракт заключался сроком на один сезон, после чего он мог быть автоматически продлён в случае выхода Белоруссии на чемпионат мира 2017 года. Под его руководством команда заняла пятое место в Евролиге и 11-е в квалификации к чемпионату мира 2017 года, что не позволило Белоруссии выйти на мундиаль. Федерация пляжного футбола Белоруссии в связи с этим расторгла контракт с бразильцем, что по словам Марко Октавио случилось впервые за его 21-летнюю карьеру в пляжном футболе.
В августе 2017 года он в четвёртый раз возглавил иранскую сборную. Бразилец покинул команду после вылета Ирана на стадии 1/4 финала Кубка Азии 2019 года, что не позволило команде получить путёвку на чемпионат мира 2019 года.
В апреле 2022 года Марко Октавио стал главным тренером сборной Бразилии. Под его руководством бразильцы в 15-й раз стали чемпионами мира на турнире в ОАЭ в феврале 2024 года. В мае 2025 года Марко Октавио завоевал со сборной Бразилии золотые медали чемпионата мира-2025, проходившего на Сейшельских островах. В финале бразильцы победили сборную Беларуси со счетом 4:3.

## Достижения
- Чемпион мира по пляжному футболу (8): 1995, 1996, 1997, 1998, 1999, 2000 (Бразилия), 2001 (Португалия), 2024 (Бразилия), 2025.
- Победитель Межконтинентального кубка: 2013, 2018 (Иран)
- Обладатель Кубка Азии: 2013 (Иран)
- Победитель Кубка Неома: 2022, 2023 (Бразилия)
- Победитель Кубка Дружбы: 2015 (Иран)[18]
- Победитель Мундиалито: 2023 (Бразилия)
- Победитель чемпионата Бразилии по футболу (Серии B): 2004 (Бразильенсе)